# 龙泉寺 (南京)
南京龙泉寺位于中国江苏省南京市雨花台区铁心桥镇高家库村、将军山与断臂崖合抱处的山谷中，因寺门内左侧的龙泉而得名。该寺始建于唐代，唐代鹤林素禅师曾在此说法，今在大殿前存有相传为其所植的古蜡梅，明代重建后改称通善寺，清嘉庆六年（1801）重修后又恢复旧名，现存建筑大多为1995年新建，前后三进，另在寺门内右侧断臂崖下有供奉石刻观音坐像的观音洞。